# Connie Palmen
Aldegonda Petronella Huberta Maria (Connie) Palmen (Sint Odiliënberg, 25 november 1955) is een Nederlands auteur, neerlandica en filosofe. Ze debuteerde in 1991 met de literaire roman De Wetten. Het boek werd een bestseller en haar naam was daarmee gevestigd.

## Biografie

### Jeugd
Connie Palmen is in 1955 geboren in het Limburgse Sint Odiliënberg. Samen met haar drie broers kreeg ze een katholieke opvoeding. Ze was als kind onder de indruk van de kerk en het geloof en wilde graag priester worden. Toen haar duidelijk werd dat dit voor een meisje onmogelijk was, stelde ze haar ambitie bij tot zuster. Op de lagere school bleek al dat ze zich wilde onderscheiden: ze was creatief, stond graag in het middelpunt van de belangstelling en deed veel aan toneel, musical, tekenen en handvaardigheid. Van haar kinderjaren af was ze al bezig met schrijven. Irmgard Smits, een jong meisje dat in een sanatorium lag, daar boeken over schreef en een beroemdheid werd, was een belangrijke inspiratiebron voor haar.

### Opleiding
Op de plaatselijke mavo vielen haar schoolprestaties aanvankelijk tegen. Ze trok zich echter op aan haar leraar Nederlands, die ontdekte dat ze slecht presteerde uit verveling: haar IQ bleek buitengewoon hoog. Na de mavo ging Palmen naar de Pedagogische Academie in Roermond, waar ze tegelijkertijd haar havo-diploma haalde. In 1978 verliet ze Limburg om in Amsterdam Nederlands te gaan studeren. Enkele van haar medestudenten waren Matthijs van Nieuwkerk, Jessica Durlacher en Joost Zwagerman.
Ze was een ijverige student. Samen met een aantal jaargenoten nam ze filosofie als bijvak, maar werd daar zo door gegrepen dat ze besloot in beide studierichtingen af te studeren. In 1986 rondde ze haar studie Nederlands cum laude af met een scriptie over het boek In Nederland van Cees Nooteboom, getiteld Het ritueel van de tekst. De scriptie gaat over de identiteit van de schrijver en de plaats van de schrijver in een roman. Twee jaar later studeerde ze af in de filosofie met een scriptie getiteld Het weerzinwekkende lot van de oude filosoof Socrates over de relatie tussen taal en werkelijkheid. Deze studie leverde haar bijna een tweede cum laude op - maar de bijlezer was minder enthousiast over haar scriptie dan haar begeleiders. Deze scriptie is in 1992, nadat zij al als romanschrijver is gedebuteerd, in aangepaste vorm gepubliceerd.

## Schrijfster
Palmen zette nadrukkelijk haar zinnen op een leven als schrijfster en publiceerde een paar verhalen. Het korte verhaal Als een weke krijger, dat in 1988 in het zomernummer van het tijdschrift De Held verscheen, trok de aandacht van uitgever Mai Spijkers van Uitgeverij Prometheus. Hij publiceerde in 1991 haar eerste roman, De Wetten, die qua structuur verwijst naar het middeleeuwse verhaal Mariken van Nieumeghen. De roman kreeg lovende kritieken en wekte veel media-aandacht op. Haar publieke optredens wakkerden een hype aan en zo werd Palmen van de ene op de andere dag een Bekende Nederlander. Zelfs reed in St. Odiliënberg in 1991 een praalwagen mee in de carnavalsstoet die de inhoud van De Wetten verbeeldde. Aan het slot van zijn VPRO-radioprogramma Een Uur Ischa op 5 februari 1991 sprak Ischa Meijer (bekend journalist/columnist, 1943-1995) met Connie Palmen. In zijn column De Dikke Man voerde hij Palmen raillerend op als 'Het Filosoofje'. Niettemin volgde uit deze ontmoeting een liefdesrelatie.
Twee weken voor de publicatie van haar tweede roman De Vriendschap in februari 1995 overleed Ischa Meijer plotseling op tweeënvijftigjarige leeftijd. Vanwege zijn dood werd de promotiecampagne voor het boek afgeblazen, maar de verkoopcijfers waren er niet minder om. Ook deze roman werd een bestseller en Palmen ontving in het najaar van 1995 de prestigieuze AKO Literatuurprijs.
Palmen maakte in 1996 samen met Adriaan van Dis een theaterprogramma waarmee zij langs de podia in Nederland en België trok. De daaropvolgende twee romans, I.M. (1998) en Geheel de uwe (2002), gaan beide over het leven en de dood van Meijer, haar grote liefde. I.M. gaat op sterk autobiografische wijze in op de gebeurtenissen en Geheel de uwe op een meer abstracte, geobjectiveerde manier.

## Roem
Palmens populariteit was aanleiding voor de Stichting Collectieve Propaganda van het Nederlandse Boek (CPNB) om haar te vragen voor het Boekenweekgeschenk voor 1999. Het boek dat zij daarvoor schreef, De Erfenis, werd in een recordoplage van 745.000 gedrukt.
In 2005 kwam Palmen op uiteenlopende manieren in de schijnwerpers te staan. Er waren concrete plannen van regisseur Frans Weisz om het boek Geheel de uwe te verfilmen. Weisz wilde al langere tijd een film maken over Ischa Meijer. Voorafgaand aan  het bezoek  van president George W. Bush aan de Amerikaanse begraafplaats in Margraten had Palmen een onverwachte ontmoeting met de Amerikaanse first lady Laura Bush. 
In datzelfde jaar presenteerde Palmen de interviewreeks Zomergasten van de VPRO. Van tevoren gaf zij aan niet te willen interviewen, maar een gesprek met haar gasten te willen. Op haar manier van presenteren kwam veel kritiek uit de media. Een aantal recensenten vond Palmens presentatie onder de maat in vergelijking met haar voorgangers Van Dis en Zwagerman. Toch bleef Palmen de reeks van zes uitzendingen tot aan het einde toe presenteren in haar eigen stijl.
In november presenteerde het televisieprogramma Het Uur van de Wolf de documentaire Connie Palmen. Op zoek naar de heilige tijd van Michiel van Erp, waarin de regisseur een jaar lang de werkzaamheden van Palmen volgde.
In 2020 bracht AVROTROS een dramaserie uit over de liefdesrelatie tussen Connie Palmen en Ischa Meijer gebaseerd op Palmens roman I.M. Het scenario is geschreven door Hugo Heinen en de serie is geregisseerd door Michiel van Erp. De rol van Palmen wordt gespeeld door Wende Snijders en Ramsey Nasr vertolkt de rol van Ischa Meijer.

## Oeuvre
Hoewel De Wetten als Palmens literaire debuut wordt beschouwd, liggen de thema’s van haar oeuvre al in haar scripties besloten. Palmen was al vroeg een bewonderaar van het werk van de filosoof Jean-Paul Sartre (1905 – 1980), maar maakte tijdens haar studie in Amsterdam kennis met de ideeën van de filosofen Michel Foucault (1926-1984) en Jacques Derrida (1930-2004). Derrida, die reflecteerde op de betekenis van het geschreven woord, concludeerde dat taal met waarheid op gespannen voet staat. Woorden doen volgens hem de werkelijkheid waar ze naar verwijzen onherroepelijk geweld aan, omdat ze niet in staat zijn die volledig te beschrijven. Daarnaast stak ze van Foucault op dat de zoektocht naar je eigen identiteit tot mislukken gedoemd is, omdat je identiteit verkrijgt via je relaties met en door de verhalen van anderen.
Deze ideeën spelen een belangrijke rol in al haar werk, zowel in haar academische werkstukken als in haar romans en essays. Steevast staan kwesties van echt en onecht, fictie en werkelijkheid, identiteit en betekenisverlening door anderen centraal. Je bent wat je bent door wat je voor een ander bent, een kind voor je ouders, een vriend voor een vriend, een kunstenaar voor je publiek. Persoonlijk geluk hangt volgens Palmen af van dat soort verbintenissen en het is daarom belangrijk om ze zorgvuldig te kiezen en zodoende de regie in handen te houden. In haar werk tast ze steeds de grenzen van die keuzemogelijkheden af en onderzoekt wat de gevolgen zijn van een gebrek aan keuze (het lot) of het verliezen van de directe regie over je eigen identiteit (roem).
Palmen maakt in haar werk veel gebruik van haar eigen biografie. Vaak is de hoofdpersoon een jonge vrouw die hongerig is naar kennis, schrijverschap en roem. De karakters in haar verhalen zijn doorgaans herleidbaar tot echte personen uit haar nabije omgeving en dat maakt haar boeken tot sleutelromans. Het ontbreekt haar volgens eigen zeggen aan fantasie en daarom beperkt ze zich tot verhalen die dicht bij haar eigen leven liggen. Zelf heeft ze het genre dat ze beoefent eens omschreven als ‘autobiofictie’. De vraag naar het onderscheid tussen werkelijkheid en fictie - waar ligt precies de grens tussen de autobiografie en de autobiografische roman? - is door haar op provocerende wijze onderzocht in I.M.. In deze roman zijn de karakters niet alleen duidelijk gebaseerd op echte personen, maar hebben ook hun namen. De ik-figuur heet Connie Palmen. De critici zijn het er niet over eens of het woordje ‘roman’ op het kaft wel op zijn plaats is. Palmen is niettemin van mening dat I.M. duidelijk een roman is, om de eenvoudige reden dat zij zegt dat het een roman is.
De sleutelroman Lucifer (2007), waarin verschillende bekende en minder bekende Amsterdamse grachtengordelbewoners herkenbaar zijn, combineert in de vijf 'bedrijven' getitelde hoofdstukken Vondels Lucifer met De ontdekking van de hemel van Harry Mulisch. Lucifer kan eveneens als een genre-onderzoek worden beschouwd, omdat de opbouw sterk doet denken aan een detectiveverhaal. Er is iemand overleden. Was het moord met voorbedachten rade of een noodlottig ongeval? De nieuwsgierige ik-figuur probeert het raadsel op te lossen door jaren na dato navraag te doen bij vrienden en bekenden van het slachtoffer. Een detective is het echter niet, al was het alleen maar omdat de whodunit niet wordt opgelost. Centraal in deze roman staat - opnieuw - het effect van roem: niemand weet wat er precies gebeurd is, maar er doen wel allerlei tegenstrijdige verhalen over de toedracht de ronde die een eigen realiteit creëren, wat effect heeft op hoe de 'verdachte' functioneert en op hoe anderen hem zien.
Haar boek Jij zegt het uit 2015 gaat over een liefdespaar uit de literatuur, Ted Hughes en Sylvia Plath. Palmen besteedt in het boek aandacht aan de in 1998 overleden Ted Hughes en geeft hem een stem. Na de zelfmoord van Plath in 1963 krijgt zij de status van martelares, maar Hughes die van verrader en moordenaar. Ook dit boek gaat over wat waarheid is. Hughes komt in het boek niet naar voren als slechterik, maar als een goedzak met een grote loyaliteit aan Plath. Ook de titel van het boek heeft een dubbele betekenis. Betekent Jij zegt het, dat het werkelijk zo gegaan is? Of betekent het dat het alleen de versie is van de ander, die verder ongeloofwaardig is?
De romans van Palmen zijn minder verhalend en meer betogend dan men van een roman gewend is. De vertelvorm wordt in haar werk gecombineerd met essayistische passages. Het verhaal, de relaties tussen personages en hun karaktereigenschappen staan meestal in dienst van het ontwikkelen van een idee. Omgekeerd zijn haar essays juist meer verhalend dan men in dat genre zou verwachten.

## Ontvangst
De Wetten en De Vriendschap zijn door de pers goed ontvangen en onderscheiden met verschillende literaire prijzen. Het enthousiasme voor I.M. en Geheel de uwe was minder groot. Vooral over I.M. waren de reacties kritisch en er werd gesuggereerd dat Palmen het verlies van haar grote liefde commercieel uitbuitte en het alleenrecht op Ischa Meijer claimde onder het mom van literatuur. Er is haar narcisme, machtsvertoon en grootheidswaan verweten. Niettemin werden er binnen een paar weken 100.000 exemplaren verkocht.
Er zijn ook kanttekeningen geplaatst bij de 'hype' rond Palmen, vooral door De Groene Amsterdammer. Naar aanleiding van haar gebruikelijke publiciteitsoffensieven werd Palmen in dit weekblad de Spice Girl van de Nederlandse letterkunde genoemd en door anderen vergeleken met Madonna. De publicatie van een nieuw boek van Palmen gaat vaak gepaard met talloze interviews, televisieoptredens, lezingen en signeersessies; kortom: een 'mediacircus'. Deze promotiecampagnes zijn succesvol: de eerste oplagen zijn on-Nederlands groot, evenals het aantal herdrukken en vertalingen, maar er worden ook vraagtekens gezet bij deze wijze van lancering van literatuur. Het is berekenend, ieder succes lijkt gepland en soms zelfs los te staan van de inhoud van haar werk. Palmen is overigens zelf de eerste om die indruk te bevestigen, al was het maar omdat ook die fictie een werkelijkheid is (en andersom). In 2001 zond VPRO Waskracht! een driedelige serie uit getiteld Driving Miss Palmen, waarin de zucht naar roem en de filosofische pretenties van Palmen op de korrel werden genomen.
Het verschijnen van Lucifer in 2007 ging gepaard met de nodige ophef. Het boek verwijst op niet subtiele wijze naar het overlijden van actrice Marina Schapers en suggereert, wanneer men het zo wil lezen, dat haar echtgenoot componist Peter Schat haar (mogelijk) heeft vermoord. Palmen werd door verschillende critici karaktermoord op Peter Schat verweten, onder meer door Stephan Sanders die er in Vrij Nederland diverse columns over schreef en het boek kwalificeerde als 'roddelfilosofie' en 'beunhazerij die zichzelf voor postmodern houdt'. Palmen verweerde zich met het argument dat haar boek een roman, dus literatuur, is en niet verward moet worden met de waarheid. Wie meent dat zij met Lucifer de werkelijkheid geweld aandoet, begrijpt volgens haar de wetten van het genre niet.
Het boek Jij zegt het uit 2015, over een al lang overleden liefdespaar van twee dichters, werd over het algemeen heel goed ontvangen.

## Persoonlijk
Palmen had een relatie met journalist Ischa Meijer van februari 1991 tot diens overlijden op 14 februari 1995. Vanaf 1999 had Palmen een relatie met de politicus Hans van Mierlo, en ze trouwden op 11 november 2009 in debatcentrum de Rode Hoed te Amsterdam. Van Mierlo overleed op 11 maart 2010.

### Romans
- 1991 De Wetten
- 1995 De Vriendschap
- 1998 I.M.
- 2002 Geheel de uwe
- 2007 Lucifer
- 2015 Jij zegt het

### Novelle
- 1999 De erfenis

### Verhalen
- 1985 Afspraak
- 1988 Als een weke krijger
- 1990 Conoci de Chico
- 1991 Goddeloos land
- 1992 Monoloog
- 1995 De ommegang
- 1995 Vertalen is mijn woord
- 1996 Het kostuum
- 1999 Alles is mogelijk
- 2000 Thuis
- 2001 Het is daar waar mijn vader is

### Essays
- 1992 Het weerzinwekkende lot van de oude filosoof Socrates (bewerkte scriptie)
- 1999 Eigen Werk (in Vrij Nederland)
- 2000 Echt contact is niet de bedoeling (bundel)
- 2002 At your service (in Vrij Nederland)
- 2002 Een nar vermoord je niet (in Vrij Nederland)
- 2004 Iets wat niet bloeden kan (t.g.v. Maand van de Filosofie)
- 2005 Kleine filosofie van de moord (bundel)
- 2009 Het geluk van de eenzaamheid (in de reeks Over de roman van Athenaeum - Polak & Van Gennep)
- 2017 De zonde van de vrouw (Boekenweekessay 2017)
- 2017 Het drama van de afhankelijkheid (bundel)

### Wetenschappelijk
- 1986 Het ritueel van de tekst (scriptie Nederlands)
- 1988 Het weerzinwekkende lot van de oude filosoof Socrates (scriptie filosofie)
- 1989 De schrijver als schenner (artikel in Bzzlletin 168 over Cees Nooteboom)

### Overig
- 1987 De toren van Malschaert bijdrage in catalogus van Frans Malschaert
- 1988 Martin Dislers zelfonderzoek
- 1988 David van de Kop, Danaë
- 1991 De pose in dagblad Trouw
- 1991 Elke nacht een ander bed samen met Ischa Meijer
- 1992 Kun je een ham pekelen? Scenario voor Oog in oog, IKON)
- 1993 Correspondances
- 1993 Liefste in tijdschrift Elle
- 1993 De lach in het donker in brochure voor uitgeverij De Bezige Bij
- 1994 Harold Brodkey in Vrij Nederland
- 1996 Onherstelbaar kwijt in Vrij Nederland
- 1996 Nawoord in: Een jongetje dat alles goed zou maken / Ischa Meijer
- 1997 Home Voorpublicatie van I.M. Gelimiteerde gesigneerde oplage, verschenen t.g.v. de 6e VSB Beurzendag
- 1997 Voorwoord in: Zing, m'n jongen, zing!: de radioteksten voor Cor Galis / Ischa Meijer.
- 1998 Waarvan ik hou en waarvan ik niet hou in Tintenfass (Duits)
- 1999 Wederkeren in Die Weltwoche (Duits)
- 1999 Engel, begeleidende tekst bij gelijknamige album van Frédérique Spigt
- 1999 Bijdrage in Ja hai met Mai t.g.v. het afscheid van Mai Spijkers
- 2000 Helemaal Huf
- 2002 Alsof in rubriek Het favoriete citaat in Trouw
- 2002 Klokken in Preludium
- 2002 Asiel bijdrage in 50 ontmoetingen
- 2003 Kunst in Preludium
- 2003 Verantwoording van: De interviewer en de schrijvers / Ischa Meijer
- 2003 Sexy Rexy in Verzamelde werken (uitgave van DocuZone)
- 2004 Bijdrage aan: Gevoelige snaren / B. Plug
- 2004 Wie zegt dat? in Libelle
- 2004 Woord en moord in Die Zeit (Duits)
- 2004 Naar huis in Spoor
- 2005 Credo in Standaard der Letteren
- 2005 Inleiding in: De muur en ander proza / J.P. Sartre
- 2005 Bijdrage aan: Ik wil schrijver worden / E. van Dantzig
- 2005 God en Vitriool: gebundelde interviews met Connie Palmen
- 2005 Als een weke krijger; Verspreid werk
- 2011 Voorwoord in: Het kind en ik / Hans van Mierlo (uitgave De Bezige Bij)
- 2011 Logboek van een onbarmhartig jaar: dagboek
- 2023 Voornamelijk vrouwen

## Literaire prijzen
- Het Gouden Ezelsoor 1992 voor De Wetten
- AKO Literatuurprijs 1995 voor De Vriendschap
- Humo's Gouden Bladwijzer (1996) voor De Vriendschap
- De Trouw Publieksprijs 1996 voor De Vriendschap
- De Libris Literatuur Prijs 2016 voor Jij zegt het
- De Inktaap 2017 voor Jij zegt het

## Vernoeming
In 2007 noemde openbaarvervoerbedrijf Veolia een van zijn Maaslijn-Velios-treinen naar Connie Palmen.